# The Wild Boys
«The Wild Boys» —en español: «Los Chicos salvajes»— es el decimosexto sencillo de la banda británica de new wave Duran Duran. Fue compuesto y producido por los miembros de la banda junto con Nile Rodgers para su álbum en vivo (exceptuando esta canción) "Arena" (1984). La canción fue lanzada el 26 de octubre de 1984 en el Reino Unido. Llegó a la primera ubicación en países como Canadá, Alemania e Italia; y segunda en Reino Unido, Estados Unidos, Irlanda, Austria y Suiza. También fue certificado doble platino en los Estados Unidos.

## La canción
El director Russell Mulcahy tenía desde hacía tiempo el deseo de hacer un video de larga duración basado en la surrealista y sexual novela de 1971 The Wild Boys: A Book Of The Dead de William S. Burroughs. Sugirió que Duran Duran podría crear una banda sonora moderna de la película de la misma manera que Queen más tarde ofreció una banda sonora de rock para la película Highlander (1986) de Mulcahy. El cantante Simon Le Bon comenzó a escribir algunas letras basadas en una rápida sinopsis del libro de Mulcahy, y la banda creó un telón de fondo fundamentalmente duro para que acompañara las letras.
El sencillo fue publicado con seis cubiertas de colección - uno con cada miembro de la banda individual y una de la banda de forma colectiva.
El 3 de noviembre de ese año, el mismo día en que la canción fue lanzada en Estados Unidos, entró en las listas con el número 38, y luego alcanzaría el puesto 2 en las listas norteamericanas.

## Video musical
El video de "The Wild Boys" fue dirigido por Russell Mulcahy. El costo ascendió a más de un millón de dólares, una suma asombrosa para videos musicales de la época, ya que se realizó en los Pinewood Studios, famosos por las películas de James Bond, con una pirámide de metal, un molino de viento y una piscina cerrada profunda, y Russell pidió un rostro robótico realista, docenas de trajes elaborados, prótesis y efectos de maquillaje, y gráficos por ordenador en ese entonces de vanguardia. La coreografía de las danzas estuvo a cargo de Arlene Phillips, incluyendo acrobacias complejas y efectos de fuego. Mulcahy quería que el video fuese una imagen de la película de Burroughs de larga duración, lo que demostraría su visión de los estudios de cine que estaba cortejando, pero ese proyecto nunca se hizo.
El video contó con todos los miembros de la banda encarcelados y en peligro, con trajes rasgados y desiguales similares a la ropa de la película Mad Max 2: The Road Warrior. John Taylor fue atado al techo de un coche Mercedes-Benz para sufrir una psico-tortura con fotos de su infancia y su pasado temprano, Nick Rhodes fue enjaulado con un montón de equipos de computación, Roger Taylor fue puesto en un globo de aire caliente que colgaba del techo, muy lejos del suelo, y Andy Taylor fue atado (junto con la guitarra) a una torre. El cantante Simon Le Bon, se encontraba atado al molino de viento que le sumergía la cabeza bajo el agua por cada revolución; se encontró en dificultad real cuando el molino se detuvo mientras mantenía la cabeza bajo el agua. 
"The Wild Boys" fue nombrado como mejor video británico en los Premios BRIT Awards de 1985.

## Formatos y canciones
– Sencillo en 7": EMI
1. "The Wild Boys [45]"  – 4:16
2. "(I'm Looking For) Cracks In The Pavement [Live 1984]"  – 4:08

 – Sencillo en 12": EMI
1. "The Wild Boys [(Wilder Than The Wild Boys) Extended mix]"  – 8:00
2. "The Wild Boys [45]"  – 4:16
3. "(I'm Looking For) Cracks In The Pavement [Live 1984]"  – 4:08

- CD: Part of "Singles Box Set 1981-1985" boxset

1. "The Wild Boys [45]"  – 4:16
2. "(I'm Looking For) Cracks In The Pavement [Live 1984]"  – 4:08
3. "The Wild Boys [Wilder Than Wild Boys Extended Mix]"  – 8:00

## Posicionamiento en listas y certificaciones
| País                                  | Mejor posición |
| ------------------------------------- | -------------- |
| Alemania (Offizielle Deutsche Charts) | 1              |
| Austria (Ö3 Austria Top 40)           | 2              |
| Bélgica (Flandes) (Ultratop 50)       | 2              |
| Canadá (RPM Singles Chart)            | 2              |
| España (AFYVE)                        | 3              |
| Estados Unidos (Billboard Hot 100)    | 2              |
| Estados Unidos (Hot Dance Club Songs) | 27             |
| Francia (SNEP)                        | 13             |
| Irlanda (IRMA)                        | 2              |
| Italia (FIMI)                         | 1              |
| Noruega (VG-lista)                    | 6              |
| Países Bajos (Dutch Top 40)           | 2              |
| Reino Unido (UK Singles Chart)        | 2              |
| Suecia (Sverigetopplistan)            | 19             |
| Suiza (Schweizer Hitparade)           | 2              |
| Unión Europea (Eurochart Hot 100)     | 1              |

| País           | Organismo certificador | Certificación  | Ref.   |
| -------------- | ---------------------- | -------------- | ------ |
| Alemania       | BVMI                   | Disco de Oro   | [ 18 ] |
| Canadá         | Music Canada           | Disco de Oro   | [ 19 ] |
| Estados Unidos | RIAA                   | Disco de Oro   | [ 20 ] |
| Reino Unido    | BPI                    | Disco de Plata | [ 21 ] |

### Sucesión en listas
| Anterior: «When the Rain Begins to Fall» de Jermaine Jackson & Pia Zadora | Media Control Charts — Sencillo Nro 1 7 de diciembre de 1984 — 4 de enero de 1985 | Siguiente: «Do They Know It's Christmas? de Band Aid  |
| Anterior: «Time After Time» de Cyndi Lauper                               | Eurochart Hot 100 — Sencillo Nro 1 5 de enero de 1985 — 12 de enero de 1985       | Siguiente: «Do They Know It's Christmas?» de Band Aid |
| Anterior: «Do They Know It's Christmas?» de Band Aid                      | FIMI — Sencillo Nro 1 16 de febrero de 1985 — 23 de febrero de 1985               | Siguiente: «Noi ragazzi di oggi» de Luis Miguel       |

## Otras apariciones
Álbumes:
- Arena (1984)
- Decade - Greatest hits (1989)
- Night Versions: The Essential Duran Duran (1998)
- Greatest (1998)
- Strange Behaviour (1999)